# Toby Lightman
Pour les articles homonymes, voir Lightman.
 (janvier 2015).
Toby Lightman est une autrice-compositrice-interprète américaine. Son premier album Little Things est paru en 2004 sur le label Lava/Atlantic, comportant le single Devils and Angels, qui a bénéficié d'une large diffusion pendant l'été 2004. Son second album Bird On A Wire sort en 2006. Durant sa carrière, elle a eu l'occasion de tourner avec des groupes tels que OAR, Rob Thomas, Jewel, Gavin DeGraw, Train et Prince.

## Biographie

### Enfance
Toby Lightman est née à Cherry Hill (New Jersey) en 1978 et a grandi tout près de Philadelphie où elle était avec ses parents. Son intérêt pour la musique populaire et la chanson reste encore limité pendant cette période. Pourtant, inspiré par le violoniste Itzhak Perlman, elle commence à jouer du violon alors qu'elle n'a que six ans et rejoint finalement the Young Stars music school où elle étudie la méthode Suzuki. Bien qu'elle continue sa pratique du violon au collège, son investissement dans la musique est peu développé.

### Lycée
Au lycée, Toby était membre de l'équipe de crosse et de l'orchestre. Elle commence à chanter lorsqu'un ami l'invite à rejoindre un atelier de chant. Toby prend conscience de ses capacités vocales quand elle accède aux groupes de chant plus avancés. Le baccalauréat marque le tournant dans sa vie en tant que chanteuse et artiste (elle en parle comme d'un coming out en tant que chanteuse.) Dans une prestation solo lors de la cérémonie des diplômes, Toby chante une version gospel de Bridge over Troubled Water titre de Simon et Garfunkel. Réalisant l'émotion provoquée dans l'audience, Toby décide de poursuivre sur sa voie.

### Université
Après sa prestation lors de la cérémonie des diplômes, Toby s'achète une guitare et commence à apprendre seule à en jouer. Elle suit des cours à l'université Wisconsin-Madison pour étudier la télédiffusion et rejoint le groupe Footsteps, qu'elle a décrit comme as acting “as the social gathering for everyone home on break from college." Durant cette période, Toby reste membre de l'orchestre de l'université, faisant des apparences dans des groupes funk basés au Madison, elle commence à écrire ses propres chansons, et joue au “open mic” nights.
Pendant son année junior, Toby voyage en Thaïlande où elle chante pendant cinq mois dans le groupe de rock Bliss. Elle chante six soirs par semaine et fait l'expérience des premières tournées. Elle a déclaré que cette période l'a énormément changée en tant que personne et artiste.

### Après l'université
À son retour aux États-Unis, Toby finit son cursus en télédiffusion et commence à prendre plus sérieusement l'écriture. Elle déménage à New York où elle travaille comme barmaid. Elle enregistre sa première démo] au studio Booga Basement du rappeur Wyclef Jean et prospecte pour obtenir son premier contrat.
Après avoir entendu sa démo, Ari Martin de Netwerk Management devient le manager de Toby. Martin la présente à Peter Zizzo, qui devient alors son producteur. Martin et Zizzo organisent un showcase solo pour que Toby puisse se produire devant des responsables de maisons de disques. Un de ses responsables est Andy Karp (qui est maintenant le président de A&R chez Atlantic Records). Il signe Toby sur le label Lava Records, une filiale d'Atlantic Records, peu de temps après sa performance.

## Musique

### Little Things
Les premiers albums studio de Toby, Little Things, sort le 30 mars 2004. Composé de 12 titres, la promotion de l'album se fait avec le single "Devils and Angels, pour lequel Toby réalise son premier clip. L'album reçoit un accueil mitigé, plusieurs suggérant que sa production pop/rock assez conventionnelle n'empêche Toby de se distinguer en tant qu'artiste avec une voix et un son à part. L'album a été souvent comparé à Dido, Nelly Furtado, Lauryn Hill, et Mary J. Blige.
Une seconde version de Little Things sort le 20 juillet 2004, incluant en bonus la reprise du hit de 1992 "real love" de  Mary J. Blige. La chanson est extraite pour devenir le second single et un clip est filmé pour promouvoir le titre.

### Bird On A Wire
Le second album studio de Toby, Bird On A Wire, paraît le 25 juillet 2006. Le premier extrait de cet album de 13 morceaux accompagné d'une vidéo est Holding Me Down". L'album recueille des critiques positives, et plusieurs d'apprécier le changement de cap dans l'instrumentation (du synthétique aux instruments joués) et grâce à ce tournant, estiment que Toby a affirmé sa voix et son statut d'artiste.
Le titre est repris d'un album datant de 1969, enregistré par l'oncle de Toby, Aaron Lightman, qui l'a encouragée et lui a prodigué des conseils lorsqu'elle avait décidé de se lancer dans la chanson. Les mots bird on a wire apparaissent d'ailleurs dans des paroles d'une des chansons.
Deux titres bonus différents apparaissent sur des versions en ligne de « Bird On a Wire ». « Le titre Front Row (Live) » est disponible avec l'album sur le store d'iTunes alors qu'« Alone (Slow Mix) » est lui disponible sur l'album via Napster, Rhapsody, et Ruckus.

## Discographie

### Albums Studio
| Year | Album                                 | Label                     | US Sales | Chart             | Peak Position |
| ---- | ------------------------------------- | ------------------------- | -------- | ----------------- | ------------- |
| 2004 | Little Things                         | Lava/Atlantic             | ?        | Top Heatseekers   | 14            |
| 2004 | Little Things                         | Lava/Atlantic             | ?        | The Billboard 200 | 200           |
| 2004 | Little Things (Bonus Track)           | Lava/Atlantic             | ?        | ?                 | ?             |
| 2004 | Little Things (Australia Bonus Track) | Lava/Big Much Productions | ?        | ?                 | ?             |
| 2006 | Bird On A Wire                        | Lava/Atlantic             | ?        | Top Heatseekers   | 30            |

### Singles
| Year | EP               | Label        | US Sales | Chart | Peak Position |
| ---- | ---------------- | ------------ | -------- | ----- | ------------- |
| 2003 | Toby Lightman EP | ?            | ?        | ?     | ?             |
| 2005 | Connect Sets     | Sony Connect | ?        | ?     | ?             |

| Year | Single            | Label         | US Sales | Chart | Peak Position |
| ---- | ----------------- | ------------- | -------- | ----- | ------------- |
| 2004 | Operator          | Lava/Atlantic | ?        | ?     | ?             |
| 2004 | Devils And Angels | Lava/Atlantic | ?        | ?     | ?             |
| 2004 | Everyday          | Lava/Atlantic | ?        | ?     | ?             |
| 2005 | Real Love         | Lava/Atlantic | ?        | ?     | ?             |
| 2006 | Holding Me Down   | Lava/Atlantic | ?        | ?     | ?             |
| 2006 | Sleigh Ride       | Lava/Atlantic | ?        | ?     | ?             |

### Musiques de films
| Year | Soundtrack            | Format          | Featured Song     |
| ---- | --------------------- | --------------- | ----------------- |
| 2003 | Project Gotham Racing | Xbox Video Game | Devils and Angels |
| 2003 | Uptown Girls          | Feature Film    | Frightened        |
| 2004 | Everwood              | Television Show | Operator          |

## Anecdotes
- Toby a participé à You Oughta Know de VH1 et a été en première écoute sur MTV.
- Toby a appris quelques mots en thaïlandais lorsqu'elle a tourné en Thaïlande. Elle ne le parle pas couramment.
- Les paroles de Frightened ont été écrites en vingt minutes.
- Toby déclare faire de « bonnes petites reprises » Bloody Mary.
- Les deux premières chansons que Toby a appris à jouer à la guitare étaient the Closer to Fine des Indigo Girls’ et Over the Hills and Far Away des Led Zeppelin.
- La chanson favorite de Toby sur Little Things est « Everyday ». Elle lui a demandé quatre années pour l'achever.
- Son héroïne préférée est Wonder Woman.
- Toby prétend que son concert le plus inhabituel s'est déroulé dans une boîte de heavy metal club à Birmingham.
- Son en-cas préféré le soir sont les frites.
- Toby a écrit la chansons Better de Bird On A Wire pour sasoeur qui était enceinte de son neveu.
- À son retour à New York après avoir été "sur les routes", elle a déclaré qu'il fallait qu'elle mange un bagel new-yorkais.
- Un morceau du clip vidéo de Devils and Angels a été utilisé comme interface Flash pour la version originale du site officiel de Toby.
- My Sweet Song de l'album Bird On A Wire se retrouve dans le film "PS, I love you" ainsi qu'à la fin de l'épisode "Desperately Seeking Shirley" de la série Boston Justice

Trivia comes from and